# Rachid ben El-Hassan Alaoui
Titre
Prince Héritier Du Maroc
23 juillet 1999 – 8 mai 2003
(3 ans, 9 mois et 15 jours)
Le prince Moulay Rachid, (arabe : مولاي رشيد بن الحسن amazighe: ⵕⴰⴷ ⵓ) né le 20 juin 1970 est un prince de la dynastie alaouite cadet du roi Mohamed VI.

## Biographie

### Naissance, jeunesse et formation
Moulay Rachid naît à Rabat le 20 juin 1970 ; il est le cadet des cinq enfants du roi Hassan II et son épouse la princesse Lalla Latifa; sa grande sœur,, Lalla Meryem ayant vu le jour huit ans auparavant.
Après avoir suivi sa scolarité et obtenu son baccalauréat au Collège royal, toujours à Rabat, il se dirige vers des études de droit : à l'université Mohammed-V - Agdal, où il acquiert une licence en droit public (option administration interne ; mention « très bien ») et un diplôme en droit comparé en mai 1993. Moulay Rachid est promu au grade de colonel-major de la Marine royale en 1994. Après avoir aussi eu le deuxième certificat d'études supérieures (option relations internationales ; mention « très bien ») en juin 1996, il décroche en France un doctorat à l'université Montesquieu-Bordeaux IV en mai 2001, avec une thèse sur l'Organisation de la conférence islamique en tant qu'« organisation internationale spécifique » (mention « très honorable »). Dans l'intervalle des diplômes qu'il a obtenus au Maroc et en France, en juillet 2000, il obtient le grade de général de brigade de la Marine royale.
Il est l'héritier présomptif du trône du Maroc du 23 juillet 1999 — date à laquelle son frère, Sidi Mohammed, est devenu le roi Mohammed VI — jusqu'au 8 mai 2003, jour de la naissance de son neveu, le prince héritier Moulay Hassan, fils et premier enfant de Mohammed VI,, le titre de prince héritier étant transmis, conformément à la Constitution marocaine, au premier fils du roi.

### Vie privée
Après des fiançailles privé en novembre 2013, Moulay Rachid s'unit avec Oum Kelthoum Boufarès le 15 juin 2014 au palais royal de Rabat,,. Elle est sa cousine au second degré, étant la fille de Moulay Mamoun Boufarès, fils de la princesse Lalla Khadija, la sœur du roi Mohammed V,. Les 13 et 14 novembre de cette même année, environ quatre mois et demi après, a lieu la cérémonie nuptiale marocaine, toujours au palais royal de Rabat et avec plus de 1 000 invités, marocains et étrangers. Son épouse, désormais Lalla Oum Kelthoum, est créée princesse par le roi Mohammed VI  avec le prédicat d'altesse royale, le 17 mars 2017 (communiqué le 8 juin 2017),. De cette union sont nés deux enfants, portant chacun le titre de prince avec le prédicat d'altesse. Il s'agit des :
- prince Moulay Ahmed (né le 23 juin 2016)[20] ;
- prince Moulay Abdeslam (né le 1er juin 2022)[21].

### Activités officielles

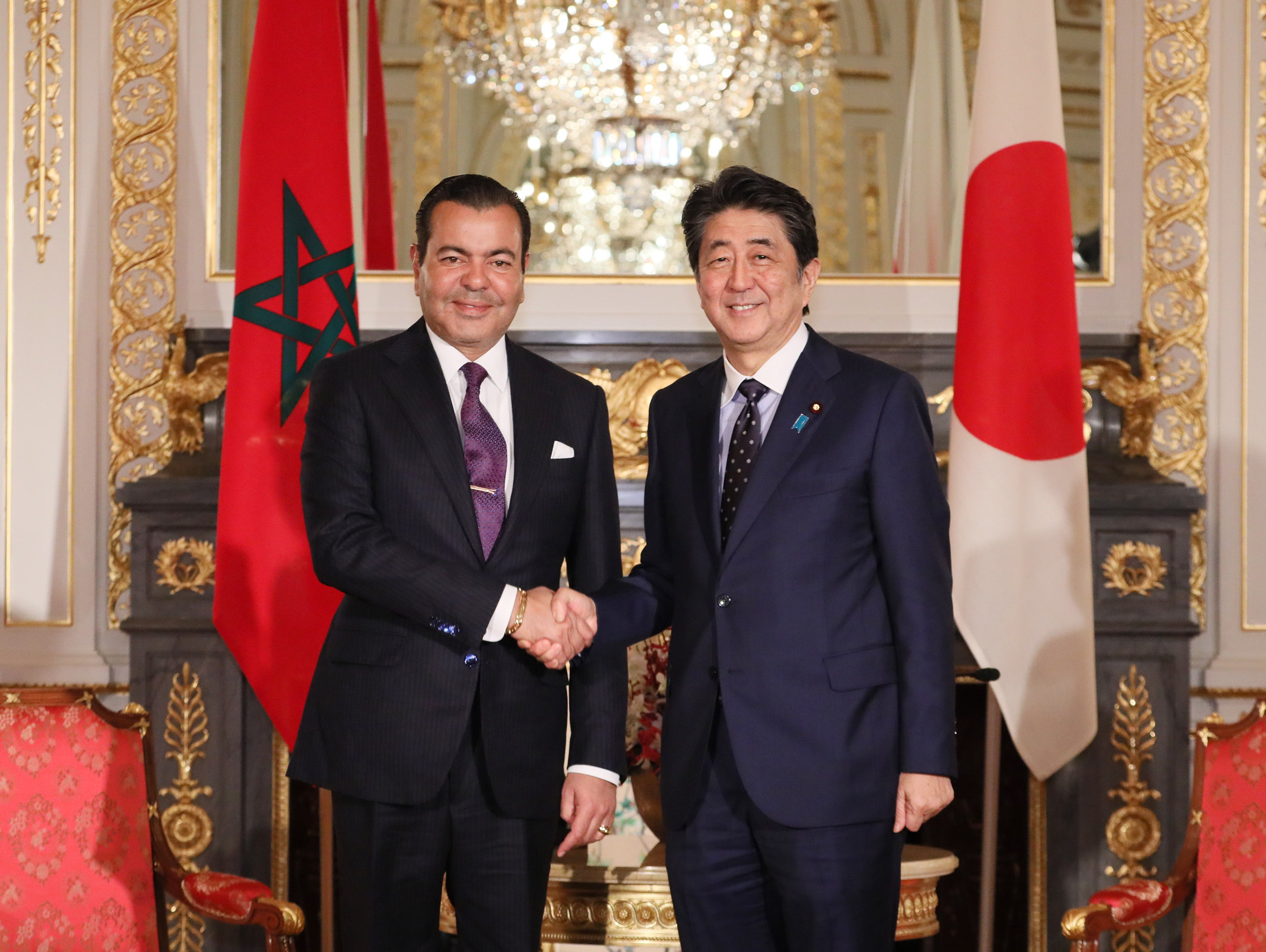
Prince Moulay Rachid avec Shinzō Abe (Tokyo, 2019).

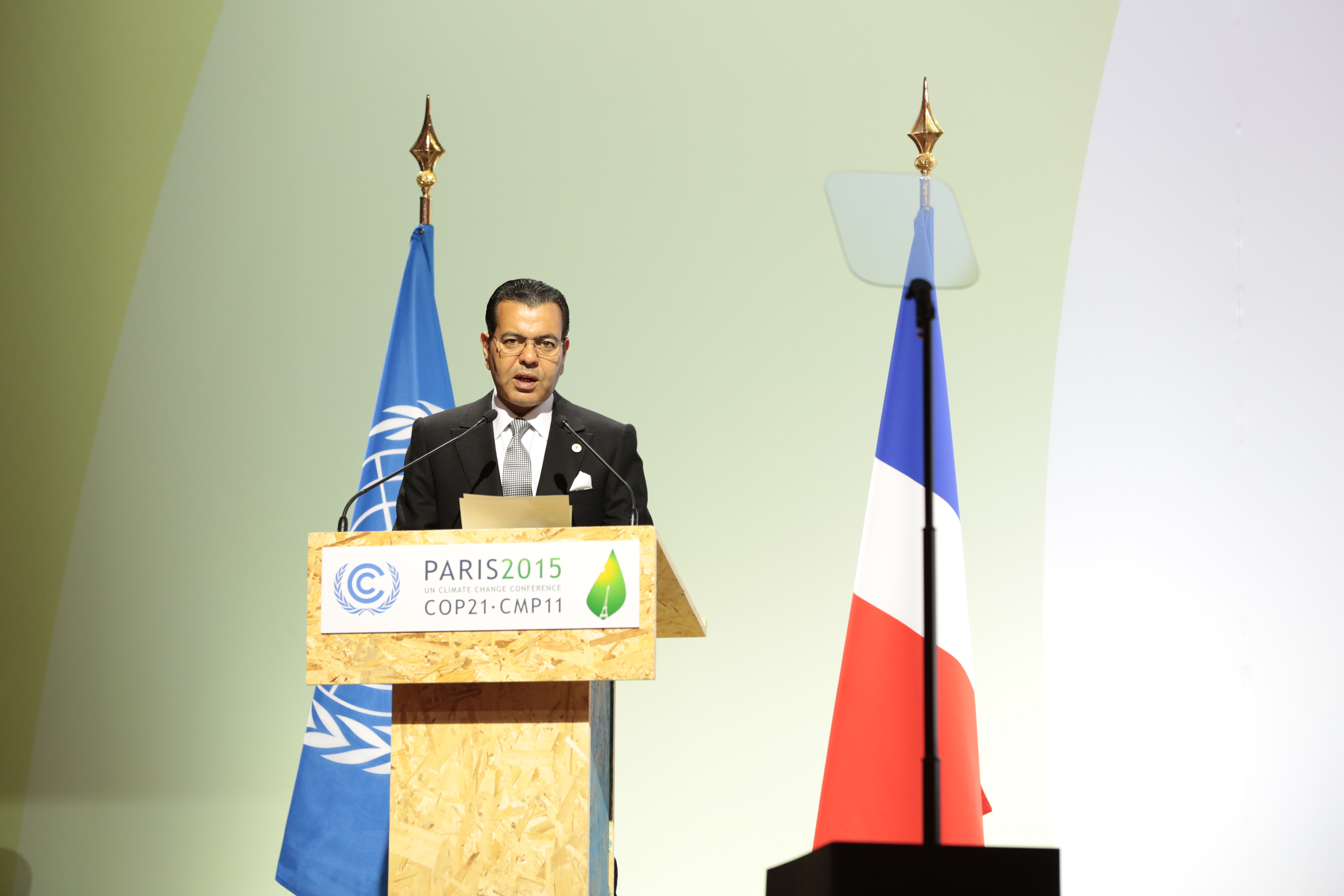
Prince Moulay Rachid à la conférence de Paris de 2015 sur les changements climatiques.

En 1997, quand son père Hassan II régnait encore, il est nommé à la tête de la Fédération nationale du Scoutisme, c'était le premier organisme/association qu'il était amené à présider après avoir été diplômé.
Son métier, depuis la mort de son père est, également, lié à son statut de frère du roi du Maroc Mohammed VI étant son grand frère, Moulay Rachid reste une figure nationale, qui fait consensus dans le pays.
Il est président du Festival international du film, qu'il crée en 2001 dont il préside la cérémonie de remise des prix, tout comme lors de son spin-off, Trophée HII du golf. Par ailleurs, il remporte, plusieurs prix lui-même, dans des tournois sportifs tels que le kitesurf et le tennis.
Organigramme des fondations royales ou gouvernementales dont son père/frère l'a fait président:
- la Fédération royale marocaine de voile à vent[25] ;
- la Fédération royale marocaine de ski et montagne[26] ;
- la Fédération royale marocaine de tir sportif ;
- la Fédération royale marocaine de golf[27] ;
- l'Association marocaine de la protection de l'environnement[réf. souhaitée] ;
- l'Association espagnole d'assistance sociale[réf. souhaitée] ;
- l'Association Maroc-Extrême-Orient : dialogue, études, échange[réf. souhaitée] ;
- l'Association marocaine de soutien et d'aide aux personnes trisomiques[28] ;
- l'Association marocaine de prévention et de recherche contre Le sida et de soutien aux mères célibataires[29] ;
- le Festival des forces armées aux brigadies.

Parmi ses missions officielles, il représente la famille royale, souvent au nom du roi, à l'occasion de cérémonies d'État ou lors d'inaugurations: au Maroc, comme lors de l'inauguration officielle de l'autoroute Marrakech-Agadir (juin 2010), ou à l'étranger, comme aux funérailles de la reine du Royaume-Uni Élisabeth II (19 septembre 2022).

## Décorations

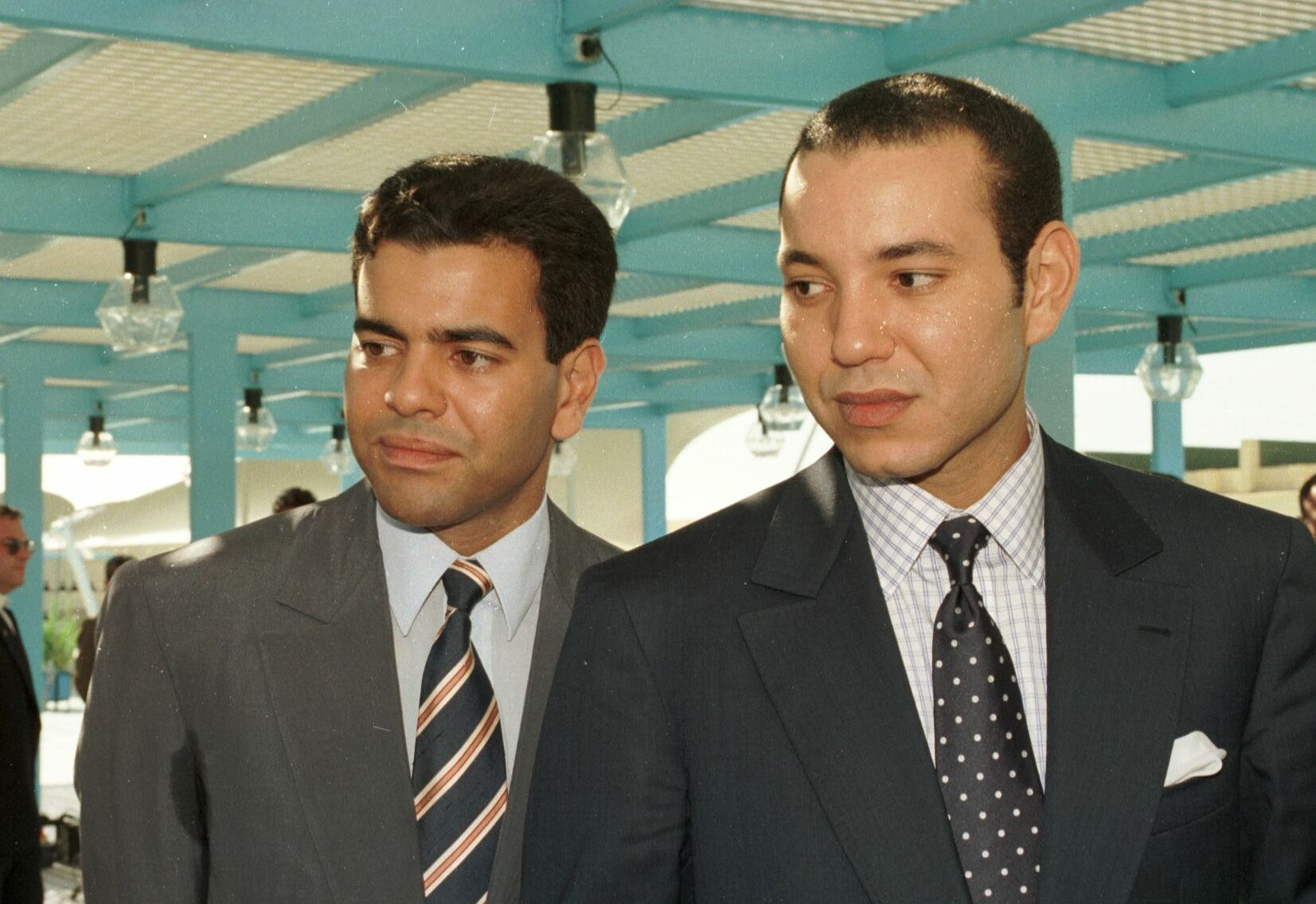
Moulay Rachid lors d'une visite à une usine avec le prince héritier Sidi Mohamed, le 21 décembre 1993.

### Décorations nationales
- Grand cordon de l'ordre du Trône (Maroc).

### Décorations étrangères
- Grand cordon de l'ordre du roi Abdelaziz (Arabie saoudite) ;
- Grand cordon de l'ordre d'Al Khalifa (Bahreïn) ;
- Grand-croix de l'ordre de Léopold II (Belgique) ;
- Collier de l'ordre du Mérite civil (Espagne)[32] ;
- Grand-croix de l'ordre national du Mérite (France) ;
- Grand-croix de l'ordre de l'Indépendance (Guinée équatoriale) ;
- Chevalier grand-croix de l'ordre du Mérite de la République italienne[33] ;
- Grand-croix de l'ordre de l'Aigle aztèque (Mexique) ;
- Première classe de l'ordre de Sitara-i-Imtiaz (Pakistan) ;
- Grand-croix de l'ordre d'Aviz (Portugal)[34] ;
- Grand-croix de l'ordre de l'Infant Dom Henrique (Portugal)[34] ;
- Grand-croix de l'ordre royal de Victoria (Royaume-Uni) ;
- Grand cordon de l'ordre de la République (Tunisie)[35].

## Généalogie
|  |                                       |  |  |  |  |  |  |  |  |  |  |  |  |  |  |  |
|  | 16. Hassan Ier                        |  |  |  |  |  |  |  |  |  |  |  |  |  |  |  |
|  |                                       |  |  |  |  |  |  |  |  |  |  |  |  |  |  |  |
|  |                                       |  |  |  |  |  |  |  |  |  |  |  |  |  |  |  |
|  | 8. Moulay Youssef                     |  |  |  |  |  |  |  |  |  |  |  |  |  |  |  |
|  |                                       |  |  |  |  |  |  |  |  |  |  |  |  |  |  |  |
|  |                                       |  |  |  |  |  |  |  |  |  |  |  |  |  |  |  |
|  | 17. Lalla Ruqiya                      |  |  |  |  |  |  |  |  |  |  |  |  |  |  |  |
|  |                                       |  |  |  |  |  |  |  |  |  |  |  |  |  |  |  |
|  |                                       |  |  |  |  |  |  |  |  |  |  |  |  |  |  |  |
|  | 4. Mohammed V                         |  |  |  |  |  |  |  |  |  |  |  |  |  |  |  |
|  |                                       |  |  |  |  |  |  |  |  |  |  |  |  |  |  |  |
|  |                                       |  |  |  |  |  |  |  |  |  |  |  |  |  |  |  |
|  | 9. Lalla Yacout                       |  |  |  |  |  |  |  |  |  |  |  |  |  |  |  |
|  |                                       |  |  |  |  |  |  |  |  |  |  |  |  |  |  |  |
|  |                                       |  |  |  |  |  |  |  |  |  |  |  |  |  |  |  |
|  | 2. Hassan II                          |  |  |  |  |  |  |  |  |  |  |  |  |  |  |  |
|  |                                       |  |  |  |  |  |  |  |  |  |  |  |  |  |  |  |
|  |                                       |  |  |  |  |  |  |  |  |  |  |  |  |  |  |  |
|  | 20. Hassan Ier                        |  |  |  |  |  |  |  |  |  |  |  |  |  |  |  |
|  |                                       |  |  |  |  |  |  |  |  |  |  |  |  |  |  |  |
|  |                                       |  |  |  |  |  |  |  |  |  |  |  |  |  |  |  |
|  | 10. Moulay Mohammed al-Tahar          |  |  |  |  |  |  |  |  |  |  |  |  |  |  |  |
|  |                                       |  |  |  |  |  |  |  |  |  |  |  |  |  |  |  |
|  |                                       |  |  |  |  |  |  |  |  |  |  |  |  |  |  |  |
|  | 5. Lalla Abla bint Tahar              |  |  |  |  |  |  |  |  |  |  |  |  |  |  |  |
|  |                                       |  |  |  |  |  |  |  |  |  |  |  |  |  |  |  |
|  |                                       |  |  |  |  |  |  |  |  |  |  |  |  |  |  |  |
|  | 1. Moulay Rachid                      |  |  |  |  |  |  |  |  |  |  |  |  |  |  |  |
|  |                                       |  |  |  |  |  |  |  |  |  |  |  |  |  |  |  |
|  |                                       |  |  |  |  |  |  |  |  |  |  |  |  |  |  |  |
|  | 24. Mouha Ou Aqqa                     |  |  |  |  |  |  |  |  |  |  |  |  |  |  |  |
|  |                                       |  |  |  |  |  |  |  |  |  |  |  |  |  |  |  |
|  |                                       |  |  |  |  |  |  |  |  |  |  |  |  |  |  |  |
|  | 12. Mouha Ou Hammou Zayani            |  |  |  |  |  |  |  |  |  |  |  |  |  |  |  |
|  |                                       |  |  |  |  |  |  |  |  |  |  |  |  |  |  |  |
|  |                                       |  |  |  |  |  |  |  |  |  |  |  |  |  |  |  |
|  | 6. Hassan ould Mouha Ou Hammou Zayani |  |  |  |  |  |  |  |  |  |  |  |  |  |  |  |
|  |                                       |  |  |  |  |  |  |  |  |  |  |  |  |  |  |  |
|  |                                       |  |  |  |  |  |  |  |  |  |  |  |  |  |  |  |
|  | 13. Hennou                            |  |  |  |  |  |  |  |  |  |  |  |  |  |  |  |
|  |                                       |  |  |  |  |  |  |  |  |  |  |  |  |  |  |  |
|  |                                       |  |  |  |  |  |  |  |  |  |  |  |  |  |  |  |
|  | 3. Lalla Latifa                       |  |  |  |  |  |  |  |  |  |  |  |  |  |  |  |
|  |                                       |  |  |  |  |  |  |  |  |  |  |  |  |  |  |  |
|  |                                       |  |  |  |  |  |  |  |  |  |  |  |  |  |  |  |